# أوكسانا ماركاروفا
أوكسانا سيرهيفنا ماركاروفا (بالأوكرانية: Оксана Сергіївна Маркарова) (من مواليد 28 أكتوبر 1976) هي سياسية أوكرانية والسفير الحالي لأوكرانيا لدى الولايات المتحدة منذ فبراير 2021.  كما كانت ماركاروفا وزيرة مالية سابقة في حكومة فولوديمير غرويسمان وأوليكسي هونشاروك.

## الجوائز
في عام 2018، حصلت ماركاروفا على جائزة قائد البيانات المفتوحة. 
في 16 ديسمبر 2020، حصلت ماركاروفا على وسام الاستحقاق الوطني الفرنسي .
في 28 ديسمبر 2022، حصلت ماركاروفا على وسام الأميرة أولغا من الدرجة الثالثة . 

## الحياة الشخصية
ماركاروفا متزوجة من المصرفي ورجل الأعمال دانيلو فولينيتس. لدى العائلة أربعة أطفال. 